# Contrôle attentionnel
Le contrôle attentionnel est la capacité d'une personne à diriger son attention, à choisir ce à quoi elle prête attention et ce qu'elle veut ignorer.

## Concept

### Généralités
Le contrôle est lié à deux dimensions particulières :
- l'aspect « quantitatif » de l’attention, c'est l'intensité de l'attention ;
- l'aspect « sélectif », lié à la sélectivité de l'information sur laquelle porte le contrôle attentionnel.

Lors d'une tâche, les informations non pertinentes peuvent être absentes pour un individu, alors qu'elles sont visibles, leur traitement est différé, c'est la période psychologique réfractaire. Les deux processus qui semblent œuvrer pour l’inhibition des informations externes pourrait être la prévention initiale de la distraction et le désengagement lorsqu'elle se produit.   

### L'attention partagée
Le contrôle attentionnel peut aussi être lié à des signaux sociaux qui poussent un individu à diriger son attention vers ce sur quoi d'autres individus portent leur attention.

## Physiologie
Le contrôle attentionnel est principalement dû au gyrus supérieur du lobe frontal, inférieur pariétal et supérieur temporal du cerveau, ainsi qu'au cortex cingulaire antérieur. Le contrôle attentionnel serait aussi lié à certaines fonctions exécutives telles que la mémoire de travail.
Il semble exister une augmentation de la capacité de contrôle attentionnel au cours de la petite enfance,.

## Physiopathologie
On peut noter le trouble du déficit de l'attention avec ou sans hyperactivité. Il y a probablement un lien entre prématurité et altération du développement du contrôle attentionnel. Il existe aussi un lien entre altération du contrôle attentionnel et alcool,.
Il est suggéré un lien entre l'anxiété et la diminution des performances cognitives lié à une baisse du contrôle attentionnel,.

## Mesure du contrôle attentionnel

### Test de Stroop

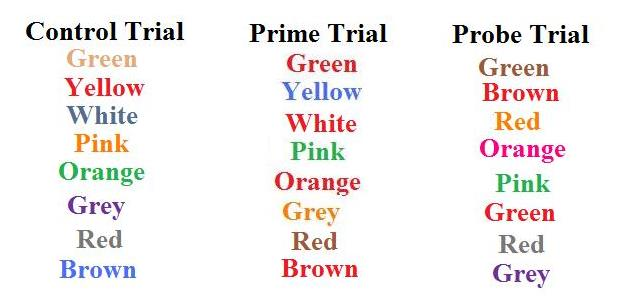
Test de Stroop, souvent utilisé pour mesurer le contrôle attentionnel.

Le test de Stroop est régulièrement utilisé pour mesurer le contrôle attentionnel. La capacité de contrôle donne des résultats variables selon les études, lorsqu'elle contrôle la différence entre les adultes et les enfants. L’anxiété diminue la performance à ce test. 

## Applications et variations
Chez l'enfant, la capacité d’inhiber un comportement ou de rester concentré lorsque l'on est confronté à une distraction (on parle aussi de contrôle exécutif) peut être améliorée, tout comme sa mémoire de travail. L'apprentissage et la pratique de la musique,,, la pratique d'une activité physique régulière ainsi que la pratique de la méditation peuvent jouer un rôle positif sur le contrôle attentionnel. Il semble y avoir une corrélation entre le contrôle attentionnel d'une tâche complexe et le vocabulaire dans la petite enfance,. Par ailleurs, le contrôle attentionnel semble être lié à l’interactivité du support, puisque d'après une étude de l'université Carnegie-Mellon on pourrait retrouver une meilleure mémorisation des informations sur un support animé plutôt que figé,,.
Chez l'adulte, il semble exister un lien entre empathie et contrôle attentionnel, en effet, les personnes se désignant comme ayant un fort contrôle attentionnel semblent plus développer d'empathie émotionnelle plutôt qu'une empathie cognitive,.